# Шалон-ан-Шампань (округ)
Шалон-ан-Шампань (фр. Châlons-en-Champagne) — округ во Франции, один из округов в регионе Шампань-Арденны. Департамент округа — Марна. Супрефектура — Шалон-ан-Шампань.
Население округа на 2006 год составляло 101 220 человек. Плотность населения составляет 57 чел./км². Площадь округа составляет всего 1778 км².